# Uloborus gilvus
Uloborus gilvus là một loài nhện trong họ Uloboridae.
Loài này thuộc chi Uloborus. Uloborus gilvus được John Blackwall miêu tả năm 1870.